# أذن القطة الشعاعية
أذن القطة الشعاعية (الاسم العلمي:Hypochaeris radiata) هي نوع من النباتات يتبع جنس أذن القطة من الفصيلة النجمية.